# Златьо Бояджиєв
Златьо Бояджиєв (болг. Златьо Бояджиев; *22 жовтня 1910, Брезово, Болгарія — 2 лютого 1976, Пловдив) — один з найвідоміших і найсамобутніших болгарських художників ХХ століття, знаний своїми портретами та пейзажами.

## З життя та творчості
Златьо Бояджиєв народився 22 жовтня 1903 року в місті Брезово. Навчався живопису в Національній художній академії в Софії у Цено Тодорова, закінчивши академію в 1932 році. 

«Асеновград» (1963), Галерея Ілії Бешкова, Плевен

Творчість Бояджиєва поділяється на два періоди, що чітко відрізняються один від одного: до і після 1951 року, коли художник пережив тяжкий інсульт, в результаті якого половину його тіла було паралізовано, відтак упродовж декількох років писати він міг лише лівицею й практично втратив мовлення. Якщо перший період творчості Бояджиєва характеризується класичними композиціями, переважно буколічними сільськими пейзажами, у жовтавих тонах, що в дечому нагадують нідерландський живопис XVI століття, то після перенесеного інсульту митець звернувся до гротескних образів, його композиціям цього етапу притаманна масовість зображуваних фігур, а загальна тональність творів однозначно наближена до експресіоністської колірної гами.  
Бояджиєв, що користувався великим авторитетом у колі болгарського мистецтва, доволі безпроблемно «вписався» у соціалістичні реалії повоєнної Болгарської народної республіки. Він мав нагороди Спілки художників Болгарії. 
Златьо Бояджиєв  помер 2 лютого 1976 року в Пловдиві.
У Пловдиві створено й функціонує музей Бояджиєва.
Син митця, Георгій Бояджиєв (* 1939) — також художник.